# ليتل جوني جونز
ليتل جوني جونز (بالإنجليزية: Little Johnny Jones)‏ هو عازف بيانو ومغني وموسيقي أمريكي، ولد في 1 نوفمبر 1924 في جاكسون في الولايات المتحدة، وتوفي في 19 نوفمبر 1964 في شيكاغو في الولايات المتحدة بسبب ذات الرئة القصبية.

## وصلات خارجية
- ليتل جوني جونز على موقع ميوزك برينز (الإنجليزية)
- ليتل جوني جونز على موقع أول ميوزيك (الإنجليزية)
- ليتل جوني جونز على موقع ديسكوغز (الإنجليزية)